# Campeonato Guianense de Futebol de 2013-14
A Premier League 2013-14 foi 14ª edição do Campeonato Guianense de Futebol. Foi realizada seguindo-se o calendário europeu, sendo vencida pelo Alpha United Football Club, que conquistou o seu quinto título nacional.
O campeão e o vice classificaram-se para o Campeonato de Clubes da CFU de 2015.

## Participantes
As equipes participantes foram definidas por meio de torneios locais, organizados pelas associações regionais do país (equivalente às federações estaduais no Brasil).
- Alpha United (Georgetown)
- Buxton United FC (East Coast Demerara)
- BV/Triumph United (East Coast Demerara)
- Den Amstel (West Demerara)
- Grove Hi-Tech (East Bank Demerara)
- Guyana Defence Force FC (Georgetown)
- Mahaica Determinators (East Coast Demerara)
- Milerock (Upper Demerara)
- New Amsterdam United (Berbice)
- Riddim Squad (Georgetown)
- Rosignol United (Berbice)
- Santos Football Club (Georgetown)
- Silver Shattas (Upper Demerara)
- Western Tigers (Georgetown)
- Winners Connection (Upper Demerara)
- Young Achievers (West Demerara)

## Premiação
| Campeonato Guianense de Futebol de 2013-14 |
| Guiana                                     |
| ------------------------------------------ |
| Alpha United Campeão (5º título)           |